# The Manchurian Candidate (película de 1962)
The Manchurian Candidate es una película estadounidense de suspenso psicológico y político de 1962, dirigida y producida por John Frankenheimer. El guion es de George Axelrod, basado en la novela de Richard Condon de 1959 The Manchurian Candidate. Los actores principales de la película son Frank Sinatra, Laurence Harvey y Angela Lansbury, con coprotagonistas Janet Leigh, Henry Silva y James Gregory. 
La trama se centra en Raymond Shaw, un veterano de la guerra de Corea que forma parte de una prominente familia política. Shaw sufre un lavado de cerebro por parte de comunistas después de que su pelotón del ejército es capturado. Regresa a la vida civil en los Estados Unidos, donde se convierte en un asesino involuntario en una conspiración comunista internacional. El grupo, que incluye a representantes de la República Popular China y la Unión Soviética, planea asesinar al candidato presidencial de un partido político estadounidense, y su muerte conducirá al derrocamiento del gobierno de los Estados Unidos.
La película se estrenó en los Estados Unidos el 24 de octubre de 1962, en el apogeo de las relaciones entre la Unión Soviética y los Estados Unidos  durante la Crisis de los misiles de Cuba. Fue ampliamente aclamada por los críticos occidentales y fue nominada a dos Premios de la Academia: Premio de la Academia a la Mejor Actriz de Reparto (Angela Lansbury) y Premio de la Academia a la Mejor Edición de Película. 
En 1994, la película fue considerada «cultural, histórica y estéticamente significativa» por la Biblioteca del Congreso de Estados Unidos y seleccionada para su preservación en el National Film Registry por ser "cultural, histórica o estéticamente significativa".

## Sinopsis

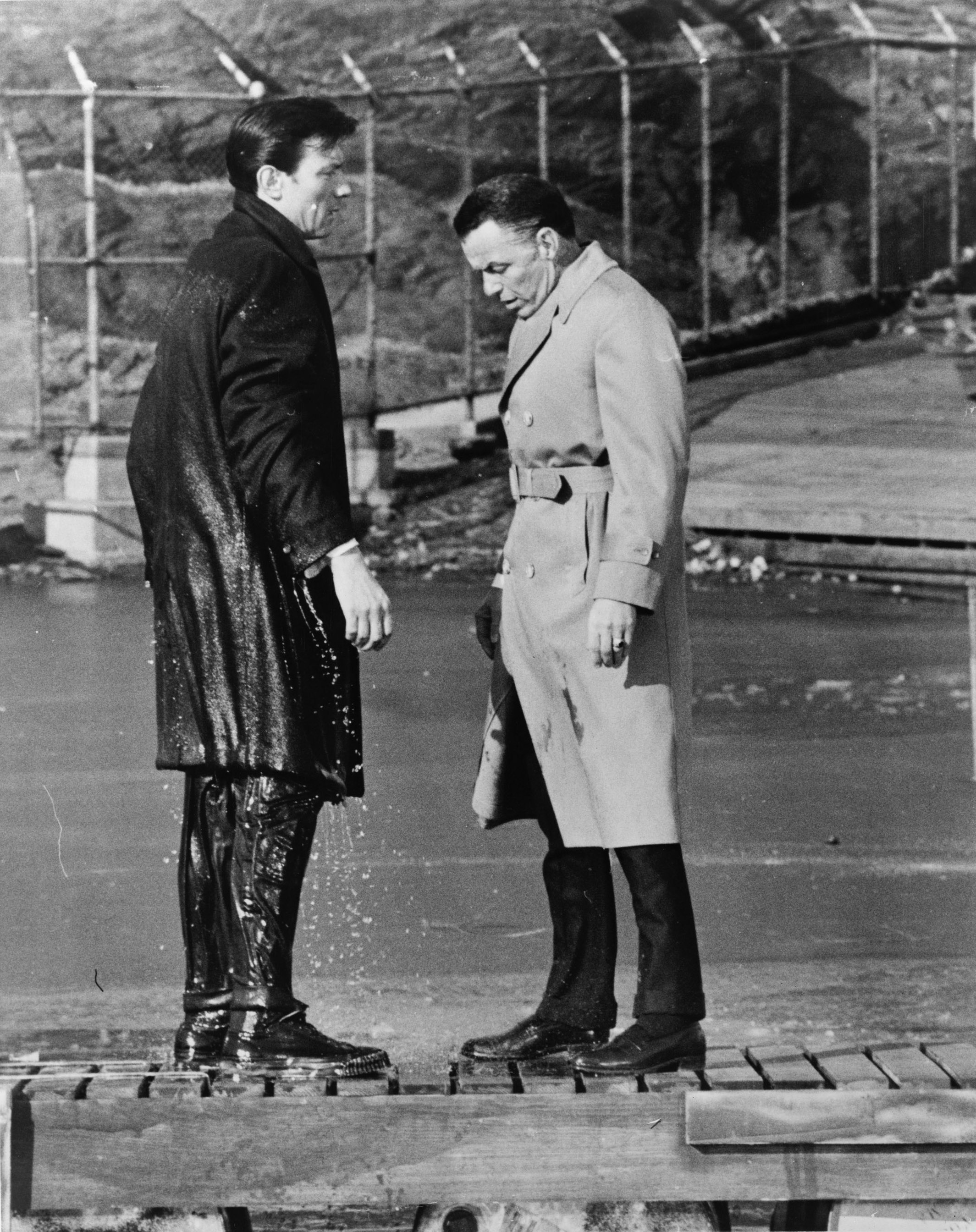
Raymond Shaw (Laurence Harvey, izquierda) con el Mayor Ben Marco (Frank Sinatra, derecha) después de saltar a un lago en Central Park cuando su programación se activó accidentalmente.

La película es un thriller político ambientado durante la Guerra Fría que describe la captura en combate de un joven oficial, hijo de una prominente familia política conservadora de Estados Unidos, durante la guerra de Corea; siendo sometido a un lavado de cerebro, para convertirlo en un agente infiltrado en una intriga política destinada a convertir en presidente estadounidense a alguien manejable por los comunistas.

## Trama
Soldados soviéticos y chinos capturan un pelotón del ejército estadounidense durante la guerra de Corea y los llevan a la China comunista. Tres días después, el sargento Raymond Shaw y el capitán Bennett "Ben" Marco regresan a las líneas de la ONU. Por recomendación de Marco, Shaw recibe la Medalla de Honor por salvar las vidas de sus compañeros soldados en combate, aunque dos hombres murieron. Shaw regresa a los Estados Unidos, donde su madre, Eleanor Iselin, explota su heroísmo para impulsar la carrera política de su esposo, el senador John Iselin, el padrastro de Raymond Shaw. Cuando se les pide que describan a Shaw, dos soldados de su unidad responden idénticamente que es el ser humano más amable, valiente, cálido y maravilloso que han conocido. En realidad, Shaw es un solitario estricto, frío y antipático odiado por sus hombres.
Después de que Marco es ascendido a mayor y asignado a la Inteligencia del Ejército, tiene una pesadilla recurrente: un Shaw hipnotizado asesina alegremente a dos soldados de su pelotón ante una asamblea de líderes militares comunistas para demostrar su revolucionaria técnica de lavado de cerebro. Marco se entera de que Allen Melvin, un compañero soldado, tiene la misma pesadilla. Cuando Melvin y Marco identifican por separado fotos idénticas de los dos líderes comunistas masculinos de sus sueños, la Inteligencia del Ejército acepta investigar.
Durante el cautiverio, Shaw fue programado como un agente durmiente, que obedece órdenes de matar e inmediatamente olvida haberlo hecho. Su heroísmo es un falso recuerdo implantado durante el lavado de cerebro. Los agentes desencadenan a Shaw al sugerirle que juegue al solitario; la reina de diamantes lo activa. Mientras tanto, Eleanor está planeando el ascenso político de John Iselin con sus afirmaciones infundadas de que los comunistas trabajan en el Departamento de Defensa. Para fastidiar a su madre y su padrastro, Shaw acepta un trabajo en un periódico publicado por Holborn Gaines, el crítico más duro de Iselin. Más tarde, los agentes comunistas hacen que Shaw asesine a Gaines para confirmar que su lavado de cerebro todavía funciona.
Chunjin, un agente norcoreano que se hizo pasar por guía para el pelotón de Shaw, llega al apartamento de Shaw pidiendo trabajo. Shaw, que no sospecha nada, lo contrata como ayuda de cámara y cocinero. Marco reconoce a Chunjin cuando visita a Shaw; lo ataca violentamente y exige saber qué sucedió durante el cautiverio del pelotón. Después de que Marco es arrestado por asalto, Eugenie "Rosie" Cheyney, una joven atractiva que Marco conoció en el tren, paga su fianza.
Shaw reaviva un romance con Jocelyn Jordan, la hija del senador liberal Thomas Jordan, el principal enemigo político de los Iselin. Eleanor quiere obtener el apoyo del senador Jordan para la candidatura de Iselin a la vicepresidencia. Sin vacilar, Jordan insiste en que se opondrá a la nominación. Después de que Jocelyn, sin darse cuenta, activa la programación de Shaw al usar un disfraz de Reina de Diamantes en la fiesta de los Iselin, se fugan. Furiosa por el rechazo del senador Jordan, Eleanor, que es la "operadora" (encargada) estadounidense de Shaw, lo envía a matar al senador Jordan en su casa. Shaw también mata a Jocelyn cuando ella aparece sin darse cuenta en la escena del crimen. Al no recordar el asesinato, Shaw se siente afligido al enterarse de que están muertos.
Después de descubrir el efecto de la carta de la reina de diamantes en el condicionamiento de Shaw, Marco usa una baraja forzada (todas las cartas son de la reina de diamantes) para desprogramarlo, con la esperanza de conocer la próxima misión de Shaw. Eleanor prepara a Shaw para asesinar al candidato presidencial de su partido durante la convención para que Iselin, como candidata a la vicepresidencia, se convierta en la candidata por defecto. En medio del alboroto, él buscará poderes de emergencia para establecer un régimen autoritario estricto. Disculpándose a Shaw, Eleanor le dice que había solicitado un asesino programado, sin imaginar que sería su propio hijo. Le jura que en cuanto tome poder, se vengará de sus superiores por elegirlo.
Disfrazado de sacerdote, Shaw entra al Madison Square Garden y ocupa el puesto de francotirador en una cabina de luz superior vacía. Marco y su supervisor, el coronel Milt, corren a la convención para detener a Shaw. En el último momento, Shaw se aleja del candidato presidencial y en su lugar mata al  senador Iselin y a Eleanor. Cuando Marco irrumpe en la cabina, Shaw, que lleva la Medalla de Honor, dice que era el único que podía detener a su madre y a su padrastro, y entonces se suicida. Más tarde esa noche, con Rosie, Marco lamenta la muerte de Shaw.

## Reparto
- Frank Sinatra - Mayor Bennett Marco
- Laurence Harvey - Raymond Shaw
- Angela Lansbury - Sra. Iselin
- Janet Leigh - Eugenie Rose Chaney
- Henry Silva - Chunjin
- James Gregory - Senador John Yerkes Iselin
- Leslie Parrish - Jocelyn Jordan
- Lomas Stone - Gabriel Julio

## Producción
Sinatra sugirió a Lucille Ball para el papel de Eleanor Iselin, pero Frankenheimer, que había trabajado con Lansbury en All Fall Down,  insistió en que Sinatra viera su actuación en esa película antes de tomar una decisión final. Aunque Lansbury interpretó a la madre de Raymond Shaw, en realidad era sólo tres años mayor que Laurence Harvey, que interpretó a Shaw. Una de las primeras escenas en las que Shaw, recientemente condecorado con la Medalla de Honor, discute con sus padres se filmó en el avión privado de Sinatra. 
Janet Leigh interpreta al interés amoroso de Marco. En una breve biografía de Leigh transmitida en Turner Classic Movies, su hija, la actriz Jamie Lee Curtis, revela que a Leigh le habían entregado los papeles del divorcio en nombre de su padre, el actor Tony Curtis, la mañana en que se filmó la escena en la que Marco y su personaje se conocen por primera vez en un tren. [cita requerida]
En la escena en la que Marco intenta desprogramar a Shaw en una habitación de hotel frente a la convención, Sinatra a veces está un poco fuera de foco. Fue una primera toma, y Sinatra no logró ser tan efectivo en las tomas siguientes, un factor común en sus actuaciones cinematográficas.  Al final, Frankenheimer optó por utilizar la toma desenfocada. Los críticos lo elogiaron luego por mostrar a Marco desde el punto de vista distorsionado de Shaw.  
En la novela, el padre de Eleanor Iselin había abusado sexualmente de ella cuando era niña. Antes del clímax dramático, ella utiliza el lavado de cerebro de su hijo para tener relaciones sexuales con él. Preocupados por la reacción que podría generar un tema tabú como el incesto en una película convencional de esa época, los cineastas hicieron que Eleanor besara a Shaw en los labios para dar a entender su atracción incestuosa por él. 
Casi la mitad del presupuesto de producción de $2,2 millones de la película se destinó al salario de Sinatra por su actuación. 

## Recepción
La película fue estrenada el 24 de octubre de 1962, durante el apogeo de la crisis de los misiles en Cuba. Por una razón u otra, la película fue rara vez emitida después de 1963. No obstante, también su virtual desaparición de las pantallas cinematográficas y televisivas pudo haberse debido a cuestiones de derechos de distribución. Sea como fuere, la película obtuvo desde muy temprano el favor de la crítica, convirtiéndose en una película de culto, en más de un sentido. Por lo demás, Angela Lansbury fue nominada al Óscar a la mejor actriz secundaria, y Ferris Webster al Óscar al mejor montaje.

### Respuesta de la crítica
El crítico de cine Roger Ebert incluyó a The Manchurian Candidate en su lista de "Grandes películas", declarando que es "inventiva y juguetona, asume enormes riesgos con el público y funciona no como un 'clásico', sino como una obra tan viva e inteligente como cuando se estrenó". 
En el sitio web del agregador de reseñas Rotten Tomatoes, The Manchurian Candidate tiene un índice de aprobación del 97% basado en 60 reseñas, con una calificación promedio de 8,70/10. El consenso crítico del sitio web dice: "Una mezcla clásica de sátira y thriller político que fue incómodamente profética en su propia época, The Manchurian Candidate sigue siendo angustiosamente relevante hoy en día".  En Metacritic, que utiliza un promedio ponderado, la película tiene una puntuación de 94 sobre 100, basada en 20 críticos, lo que indica "aclamación universal". 

### Respuesta académica
Los académicos han utilizado The Manchurian Candidate como una ventana a la paranoia de la Guerra Fría.   La profesora Catherine Canino afirmó que la película cumplía las profecías de "la pérdida imaginada de la preciada autonomía y libre albedrío estadounidenses".  El politólogo Michael Rogin concluyó que The Manchurian Candidate "tiene como objetivo despertar a una nación letárgica ante una amenaza comunista".  El director del Centro de Humanidades [Timothy Melley] argumentó que "la preocupación más profunda de The Manchurian Candidate no es ni el comunismo ni el anticomunismo, sino la autonomía humana en conflicto". 

## Premios y honores
| Premio                                                 | Categoría                                                     | Nominado(s)                                  | Resultado |
| ------------------------------------------------------ | ------------------------------------------------------------- | -------------------------------------------- | --------- |
| 35th Academy Awards\|Premios Oscar                     | Mejor Actriz de Reparto                                       | Angela Lansbury                              | Nominada  |
| 35th Academy Awards\|Premios Oscar                     | Mejor Montaje Cinematográfico                                 | Ferris Webster                               | Nominado  |
| Premios de la Academia Británica de Cine               | Mejor Película                                                | Mejor Película                               | Nominada  |
| Premios del Sindicato de Directores de Estados Unidos  | Logros Destacados Como Director en Películas Cinematográficas | John Frankenheimer                           | Nominado  |
| 20th Golden Globe Awards\|Premios Globo de Oro         | Mejor director de película                                    | John Frankenheimer                           | Nominado  |
| 20th Golden Globe Awards\|Premios Globo de Oro         | Mejor Actriz de Reparto – Película                            | Angela Lansbury                              | Ganadora  |
| Premios Laurel                                         | Mejor Drama de Acción                                         | Mejor Drama de Acción                        | Nominado  |
| Premios Laurel                                         | Mejor Rendimiento de Acción                                   | Frank Sinatra                                | Nominado  |
| Premios Laurel                                         | Mejor Interpretación Femenina de Reparto                      | Angela Lansbury                              | Nominada  |
| Premios de la Junta Nacional de Revisión               | Best Supporting Actress                                       | Angela Lansbury (También para All Fall Down) |           |
| Premios Nacionales de Preservación Cinematográfica     | National Film Registry                                        | National Film Registry                       | Ganadora  |
| Premios del Sindicato de Productores de Estados Unidos | Salón de la Fama de la PGA – Películas                        | Salón de la Fama de la PGA – Películas       | Ganadora  |

## Guerra Fría
The Manchurian Candidate ha sido considerada una de las películas más "icónicas" del período de la guerra fría, especialmente en su discusión sobre el "control mental".  Uno de los puntos principales de la trama es el popular mito de la Guerra Fría de que China estaba lavando el cerebro a los soldados estadounidenses con fines comunistas durante la [[guerra fría] Guerra]]. El politólogo Michael Rogin consolida aún más la película en este período de tiempo al describirla como "una película de la Administración Kennedy. Rogin cita al personaje de Sinatra en la película como un "héroe solitario de Kennedy", que trabaja dentro de la burocracia del ejército en pos de la reforma. 

### Representación de comunistas
En la escena del jardín, hay imágenes de Mao Zedong y Iósif Stalin colgadas en la pared con una estrella soviética entre ellas y la cabeza de los candidatos manchúes de pie debajo de la estrella. Esto insinúa una colaboración entre China y Rusia con el objetivo de manipular a los Estados Unidos para la dominación mundial comunista. Durante su manifestación, los líderes comunistas se refieren a Raymond como "el mecanismo" y "el arma", lo que afirma la idea de que los comunistas solo ven a las personas como aparatos de que se pueden desechar después de su uso.  La película muestra a los comunistas ansiosos por renunciar a sus vidas, que a sus ojos son prescindibles para la causa del comunismo universal". 
En The Manchurian Candidate, los comunistas no son iguales, sino que se relacionan entre sí dentro de la jerarquía de líderes comunistas. Por ejemplo, hay filas de líderes comunistas que miran con desprecio a los “Manchurian Candidates” en la escena del jardín.  Además, la madre de Raymond Shaw solo utiliza a quienes la rodean, como su hijo y su marido, como peones en su estratagema comunista para ganar una posición poderosa a través de la candidatura de su marido a la vicepresidencia de los Estados Unidos.  Esto se yuxtapone con las relaciones amorosas, de confianza y abiertas como las que existen entre Shaw y Jocelyn Jordan, y Marco y Cheyney. 

### Teorías de la conspiración y control mental
The Manchurian Candidate utiliza "la ciencia, el sujeto condicionado y la imagen en movimiento" para crear un marco realista para la existencia del control mental. En concreto, juega con la idea de una "esfera encubierta" del comunismo dentro de los Estados Unidos, mezclando eventos en la realidad con aquellos de ciencia ficción.  Este tema contribuyó a la creciente sospecha sobre el gobierno estadounidense, redirigiendo hacia el frente interno las preocupaciones de un posible lavado de cerebro.  Janja Lalich, una socióloga contra-sectas, señala que el término "lavado de cerebro" utilizado por este movimiento de contracultura se hizo popular por primera vez con The Manchurian Candidate.  El creciente temor de que cualquier persona, incluso un soldado condecorado como Raymond Shaw, pudiera ser coaccionado involuntariamente por los comunistas contribuyó a la expansión de los experimentos de control mental de los Estados Unidos.  En 1975, un poco más de diez años después del estreno de The Manchurian Candidate, el miedo a un plan de control mental financiado por los Estados Unidos se haría realidad con la revelación del Proyecto MKUltra, en el que la CIA buscaba controlar el comportamiento humano a través de la programación de traumas y drogas psicoactivas a principios de la década de 1950 y hasta 1973.  Según la CIA, "los historiadores han afirmado que la creación de un sujeto llamado 'Candidato de Manchuria' a través de técnicas de 'control mental' era un objetivo de MK-ULTRA y proyectos relacionados de la CIA". 